# 속초 향성사지 삼층석탑
속초 향성사지 삼층석탑(束草 香城寺址 三層石塔)은 대한민국 강원특별자치도 속초시 설악동, 향성사지에 있는 남북국 시대 신라의 삼층석탑이다. 대한민국의 보물 제443호로 지정되어 있다.
향성사 옛터에 남아 있는 이 탑은 2중기단의 석탑으로 화강암으로 만들었으며, 높이는 4.33m, 지대석 폭 3.6m의 전형적인 남북국 시대 석탑양식을 간직하고 있다. 탑은 후박하고 온아한 품격과 옥개 등에도 별다른 장식을 하지 않고 거의 직선에 가깝게 단조로운 처리로 신라 석탑의 맛을 계승하고 있다. 1966년 해체·보수할 당시 3층 옥신 상면에서 사리공이 발견되었고, 동판이 덮여 있어 사리를 모셨던 것이 틀림없었으나 내부의 유물은 발견되지 않았다.

## 개요
속초에서 설악산으로 들어가는 설악동 어귀에 세워져 있는데, 현재 탑의 위치가 옛날 그대로라고 해도 탑 주위는 절터의 모습을 전혀 알아볼 수 없는 상태이다. 이 석탑은 2단의 기단(基壇) 위에 3층의 탑신(塔身)을 세운 형태로 신라석탑의 양식을 그대로 이어받고 있다.
여러 장의 돌을 붙여 바닥돌을 깔고, 같은 방법으로 아래층 기단의 밑돌을 두었다. 아래층 기단의 가운데돌 모서리에는 기둥모양을 새겨두었으며, 면의 가운데에는 2개씩의 기둥조각을 새겨놓았다. 위층 기단은 아래층과 마찬가지로 모서리마다 기둥 모양을 새기고, 면의 가운데에는 기둥 2개를 조각하였다.
탑신부에서는 몸돌과 지붕돌을 각 한 돌로 새겼는데, 몸돌마다 모서리기둥을 새겼을 뿐 다른 장식은 없다. 지붕돌의 두께가 약간 두꺼운 것이 특이하며, 밑면의 받침수는 5단이다. 지붕돌 위의 경사가 급한 반면, 치켜올려진 정도는 아주 적어서 탑 전체가 무거운 느낌을 주고 있다. 그러나 옥개석 네 귀퉁이에 풍경을 달았던 작은 구멍이 있어 전체적으로 무거운 느낌을 경쾌하게 보이게 한 것으로 보인다.
이 탑은 1966년 해체하여 보수공사를 하였는데, 이때 3층 몸돌의 가운데에서 정사각형으로 이루어진 부처님의 사리를 모셔 두는 공간을 찾아냈으나 사리장치나 유물은 이미 없었다.
조형적인 아름다움이 많이 나타나는 통일신라시대의 일반적인 탑양식과 달리, 전체적인 형태가 무겁고 형식적인 장식을 둔 면이 많다. 그러나 이 석탑은 동해안에서는 가장 북쪽에 위치한 신라시대 석탑이어서 그 보존의 가치가 매우 크다. 절터에서 통일신라 말에서 고려 초에 만들어진 기와가 발견되는 것으로 보아 9세기경에 만들어진 것으로 짐작해볼 수 있다.

## 사진

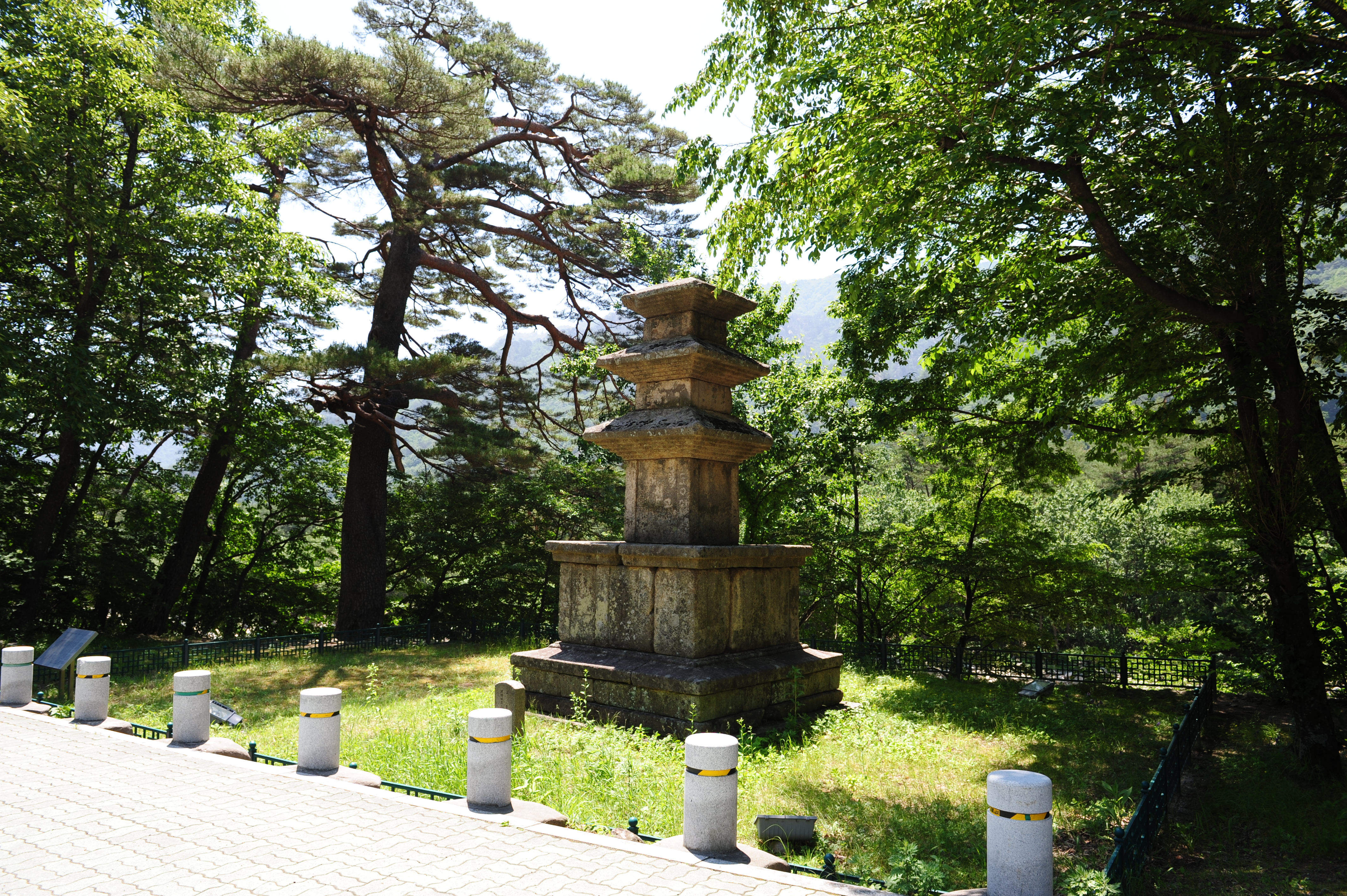
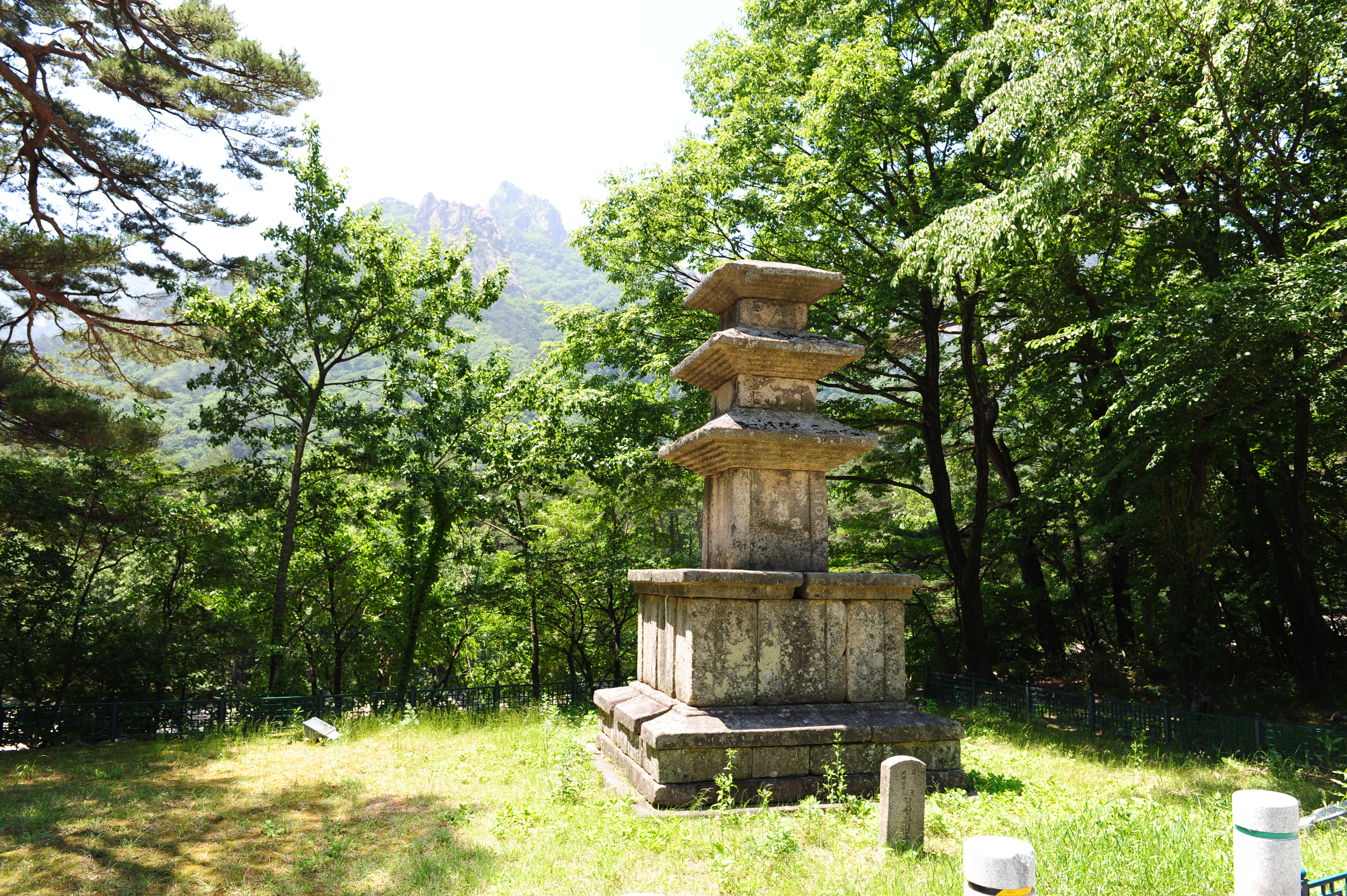

## 참고 문헌
- 속초 향성사지 삼층석탑 - 국가유산청 국가유산포털